# Ali Szamchani
Ali Szamchani (pers. علی شمخانی; ur. 29 września 1955 w Ahwazie ) – irański wojskowy, w latach 1997-2005 minister obrony Iranu, od 2013 do 2023 sekretarz irańskiej Najwyższej Rady Bezpieczeństwa Narodowego, zaś od 2016 .

## Życiorys
Pochodzi z rodziny o arabskich (irackich) korzeniach. Po ukończeniu szkoły średniej wyjechał razem z ojcem i dwoma braćmi do Los Angeles, jednak w odróżnieniu od rodzeństwa nie zdecydował się na pozostanie w Stanach Zjednoczonych, gdyż, jak twierdził, nie spodobała mu się amerykańska kultura. Powrócił do rodzinnego miasta i tam podjął studia inżynierskie oraz zaangażował się w podziemny ruch wymierzony w rządy szacha Mohammada Rezy Pahlawiego. W 1979 został zastępcą dowódcy świeżo utworzonego Korpusu Strażników Rewolucji Islamskiej. Walczył w wojnie iracko-irańskiej, dowodząc Strażnikami Rewolucji w Chuzestanie. Po jej ukończeniu mianowano go dowódcą irańskiej marynarki wojennej; stopień admirała uzyskał przed 1995. Dowodził równocześnie marynarką wojenną Armii Irańskiej i Korpusu Strażników Rewolucji Islamskiej.
W 1997 wszedł do rządu kierowanego przez prezydenta Mohammada Chatamiego jako minister obrony. Dwa lata później jako pierwszy od czasów wojny iracko-irańskiej minister obrony Iranu złożył oficjalną wizytę w Arabii Saudyjskiej. W 2002 przyczynił się do rozwiązania konfliktu między Iranem a Zjednoczonymi Emiratami Arabskimi o przynależność trzech wysp w Zatoce Perskiej. Na stanowisku pozostawał do 2005. Następnie objął stanowisko dyrektora Centrum Studiów Strategicznych irańskich sił zbrojnych.
W 2013 został sekretarzem Najwyższej Rady Bezpieczeństwa Narodowego, zaś w czerwcu 2016 mianowano go starszym koordynatorem ds. politycznych i wojskowych kontaktów z Syrią i Rosją.
Odznaczony medalem Abd al-Aziza As Su'uda za działalność na rzecz poprawy stosunków irańsko-arabskich, w szczególności z krajami Zatoki Perskiej oraz Medalem Zwycięstwa II stopnia.